# Пикник на фронту
„Пикник на фронту” је југословенски кратки ТВ филм из 1973. године. Режирао га је Владимир Момчиловић који је написао и сценарио по делу Фернанда Арабала.

## Улоге
| Глумац                 | Улога          |
| ---------------------- | -------------- |
| Ивица Видовић          | Запо           |
| Раде Марковић          | Господин Тепан |
| Рената Улмански        | Госпођа Тепан  |
| Никола Коле Ангеловски | Зепо           |
| Власта Велисављевић    | Болничар 1     |
| Миња Војводић          | Болничар 2     |